# Inner Temple

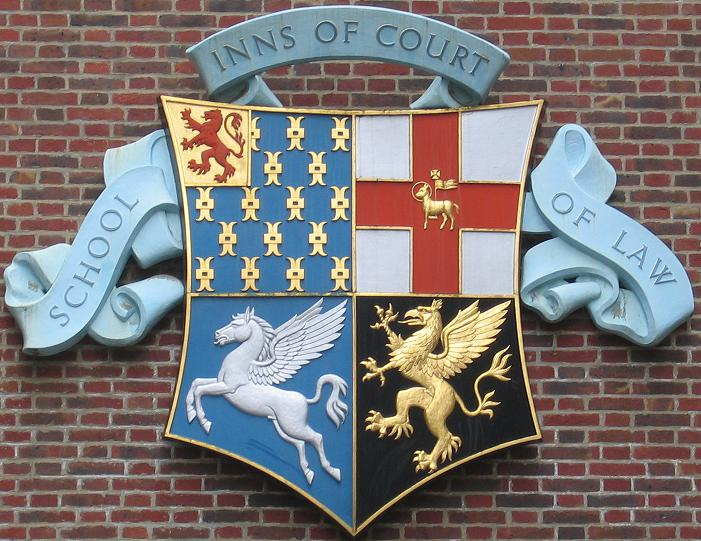
Wappen der vier Anwaltskammern (Inns of Court). Inner Temple ist links unten (heraldisch rechts unten) dargestellt.

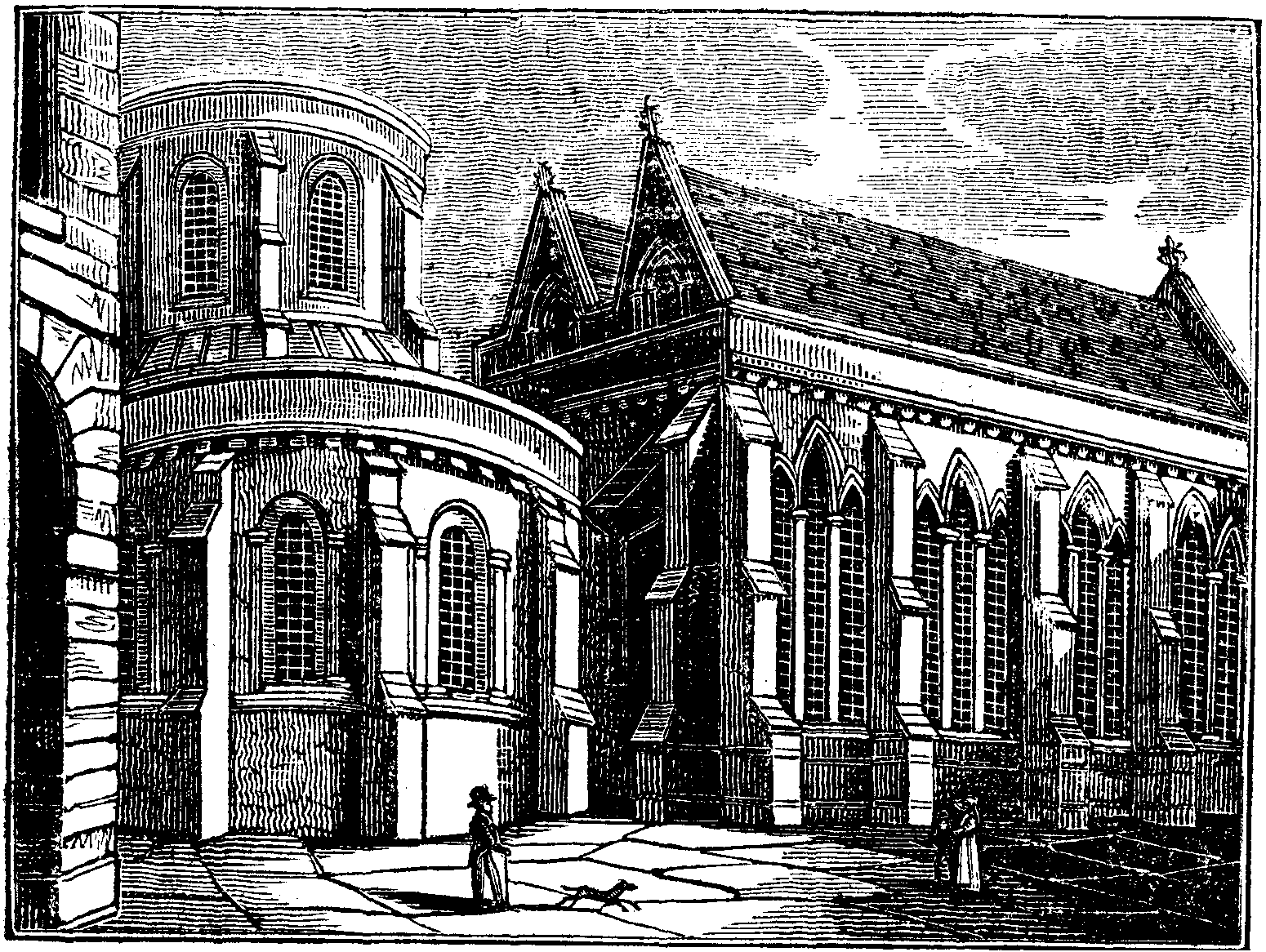
Temple Church

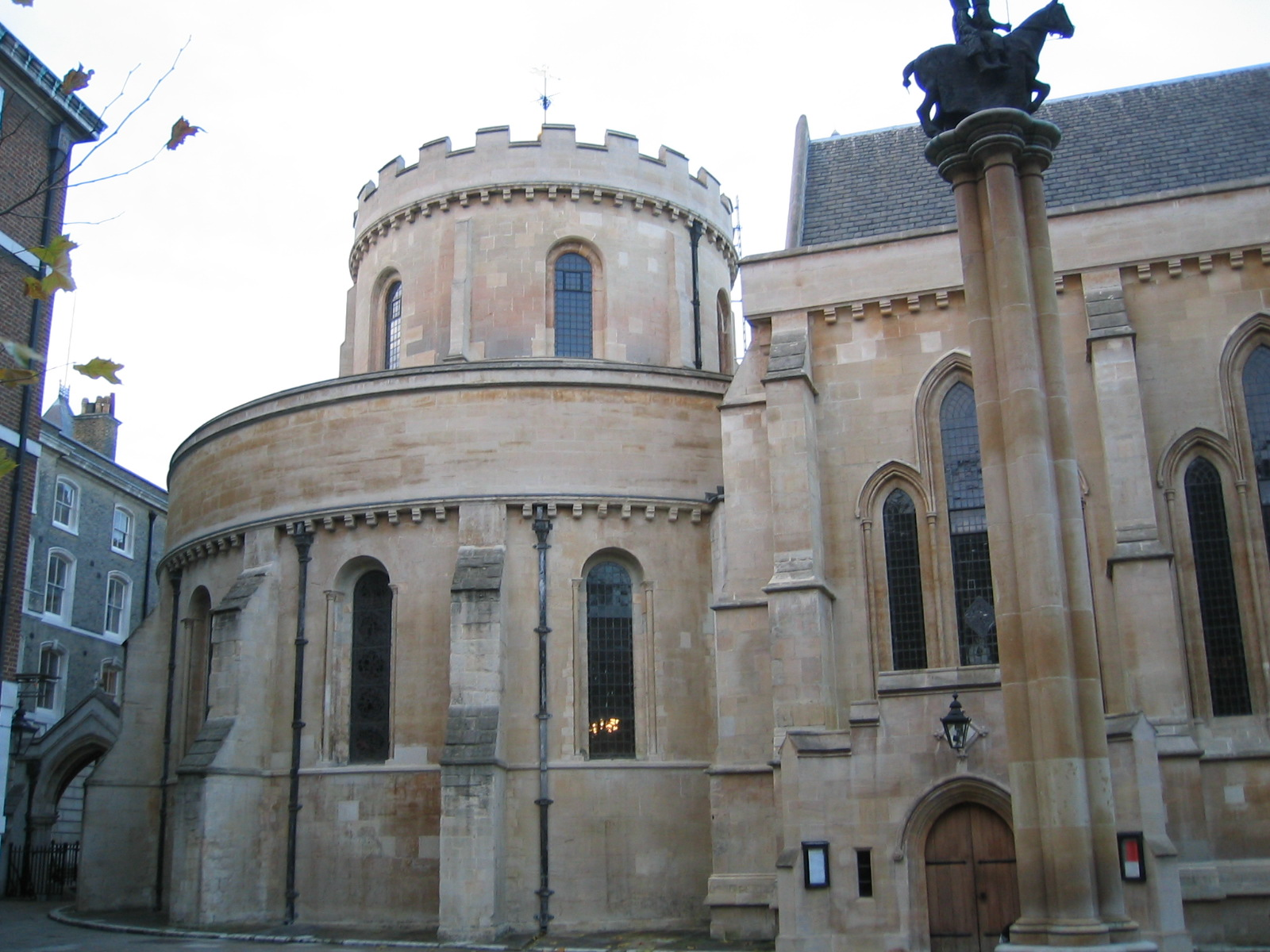
Außenansicht der Temple Church, mit Langbau (Chancel)

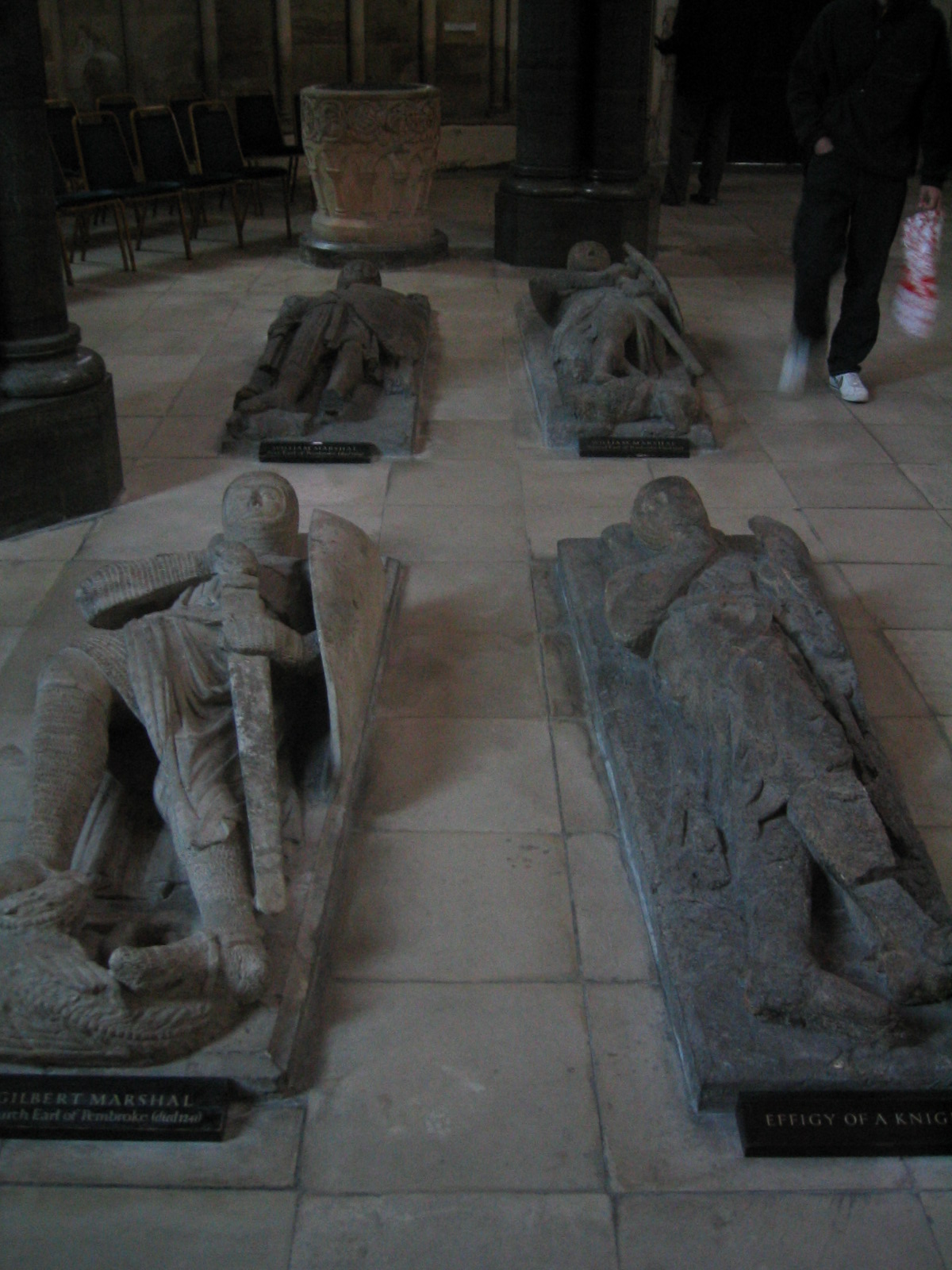
Grabstätten der Kreuzritter

Inner Temple bzw. die Honourable Society of the Inner Temple ist eine der vier englischen Anwaltskammern (Inns of Court) für Barrister in England. Außerdem bezieht sich der Begriff Inner Temple auch auf den Gebäudekomplex, in denen diese Kammer seit dem 14. Jahrhundert beheimatet ist. 1882 wurde in seiner unmittelbaren Nähe das Hauptgebäude der königlichen Gerichtshöfe (Royal Courts of Justice) errichtet.

## Geschichte
Seit der Normannischen Eroberung war es in England zunächst nur Priestern vorbehalten, sich mit rechtlichen Angelegenheiten zu beschäftigen, bzw. Recht zu sprechen.
Nach der Trennung von kirchlichem und weltlichem Recht gegen Ende des 13. Jahrhunderts wurden die Inns of Court, ein Gebäudekomplex im Herzen Londons, als Wohn-, Speise- und Unterrichtsräume für die wachsende Schicht der weltlichen Rechtsgelehrten eingerichtet, ähnlich organisiert wie z. B. andere Studienrichtungen an den Standorten Oxford und Cambridge.
Es wird vermutet, dass der Inner Temple wie die drei anderen Gebäudebereiche, die zu den Inns of Court gehören, in der Mitte des 14. Jahrhunderts übernommen wurden und neue Gebäude nach Bedarf dazu errichtet wurden. Der Name Inner Temple stammt von den Tempelrittern, die diesen Bereich, als westlichen Teil ihres Tempelbezirks in London für mehr als 150 Jahre in Besitz hatten, bis sie im Jahre 1312 aufgelöst wurden und der ganze Bezirk an den König fiel. Die weltlichen Rechtsgelehrten teilten sich an diesem Ort in zwei Anwaltsschulen und -kammern, den Inner Temple und den Middle Temple. Beide Kammern wurden erstmals in einem Manuskript von 1388 erwähnt.
An die Templer erinnert die noch gut erhaltene Rundkirche (Temple Church), die sich zentral neben dem Saal des Inneren Tempels (Inner Temple Hall) befindet (es gibt einen Außentempel-(Outer Temple)-Bereich am Rande des Viertels, der aber keine separaten Anwaltskammern beherbergt).
Diese Rundkirche (Temple Church) wurde schon 1185 zu Zeiten Heinrichs des II. geweiht, von Heraclius, dem Patriarchen von Jerusalem höchstpersönlich. Die Templer bauten ihre Kirchen oft in runder (eigentlich achteckiger) Form, da diese an die Grabeskirche in Jerusalem erinnern sollten. In der Kirche befinden sich die Gräber englischer Kreuzritter, deren Darstellung mit gekreuzten Beinen an ihre Teilnahme an den Kreuzzügen erinnern soll (zu sehen zum Beispiel im Film The Da Vinci Code). Vor der Kirche ist die Skulptur aus jener Zeit zu sehen, zwei Tempelritter auf einem einzigen Pferd, was symbolisch auf die starke Gemeinschaft der Ritter untereinander hinweist.
Zu Zeiten der Templer waren der Inner Temple und Middle Temple politisches und wirtschaftliches Zentrum der königlichen Aktivitäten, da der Orden religiösen und militärischen Schutz garantierte.
Der Meister (Master) der Templer an diesem Ort war gleichzeitig Oberster aller Niederlassungen in England und nur dem Großmeister im Ausland unterstellt.
Sogar heute lebt die Tradition fort, der Priester der Tempelkirche wird Meister genannt, genauer Priester und Edler (The Reverend and Valiant). Der Middle Temple bezeichnet sich heute noch gelegentlich als das Haus (domus) und die zwei zugehörigen Anwaltskammern (Inns, i. e. Inner Temple und Middle Temple) werden gelegentlich als Gemeinschaften dieses Hauses (Societies of this House) bezeichnet.
Der Große Brand von London im Jahre 1666 zerstörte viele der Gebäude des Inner Temple, auch spätere Feuer und die Bombardierungen während des Zweiten Weltkrieges zerstörten einiges. Die Inner Temple Hall, ein Bankettsaal im Tudorstil, berühmt wegen ihrer Holzdecke und Täfelung, die Schatzkammer, die Anwaltsräume und die Bibliothek sind alle nach dem Zweiten Weltkrieg wiedererrichtet worden. Die besterhaltenen Gebäude stammen aber aus dem 17. Jahrhundert und sind im Osten des Bereichs zu finden, bekannt als Königlicher Uferweg (King’s Bench Walk) und benannt nach dem königlichen Verwaltungsbereich am Ufer der Themse (the King’s Bench Office), der bis zum 19. Jahrhundert dort angesiedelt war.
Heute finden in der noch immer als Kirche genutzten Temple Church sowohl Gottesdienste als auch andere Aktivitäten wie geistliche Konzerte oder Trauungen statt. Der ganze Bezirk wird wegen seines Flairs oft als Filmkulisse genutzt (z. B. Da Vinci Code).

## Berühmte Mitglieder der Honourable Society of the Inner Temple (Auswahl)
- Attlee, Clement R., Earl Attlee (1883–1967), britischer Premierminister von 1945 bis 1951
- Warington Baden-Powell (1847–1921), K.C., Gründer der Seepfadfinder, älterer Bruder von Robert Baden-Powell, dem Gründer der Pfadfinderbewegung
- Beaumont, Francis (1584–1616), Dramatiker
- Bromley, Sir Thomas (1530–1587), Staatsmann und Richter, leitete den Prozess, bei dem Maria Stuart, die Königin von Schottland zum Tode verurteilt wurde, unterschrieb ihr Todesurteil
- Chaucer, Geoffrey (ca. 1340–1400), Dichter (Canterbury Tales)
- Devereux, Robert, 2. Earl of Essex (1565–1601), Staatsmann, zunächst Günstling von Königin Elisabeth I., wurde dann aber nach misslungenem Staatsstreich hingerichtet
- Drake, Sir Francis (ca. 1540–1596), Weltumsegler und Admiral
- Dudley, John, 1. Duke of Northumberland (ca. 1502–1553), Staatsmann, wurde von Mary I. hingerichtet
- Gandhi, Mohandas Karamchand (1869–1948), indischer Politiker, führte Indien in die Unabhängigkeit
- James, Duke of York (später James II.) (1633–1701), erster königlicher Bencher des Inner Temple. König von 1685 bis 1688
- Jinnah, Mohammed Ali (1876–1948), erster Präsident von Pakistan 1947 (gilt als Gründer des Staates)
- Karadja, Constantin Prinz von (1889–1950), rumänischer Generalkonsul in Berlin von 1931 bis 1941, Gerechter unter den Völkern
- Khama, Seretse (1921–1980), erster Präsident von Botswana
- Moltke, Helmuth James Graf von (1907–1945), deutsch/englischer Rechtsanwalt, Angehöriger der Wehrmacht und später im Widerstand, Gründer des Kreisauer Kreises, 1945 auf Veranlassung von Adolf Hitler hingerichtet
- Nehru, Jawaharlal (1889–1964), erster Präsident Indiens
- Rahman, Tunku Abdul (1903–1990), Gründervater und erster Premierminister von Malaysia von 1963 bis 1970
- Rhodes, Cecil John (1853–1902), Gründer Rhodesiens
- Stoker, Abraham (oder Bram) (1847–1912), irischer Dichter, Autor von Dracula

## Lage
Zu erreichen sind die zu den Inns of Court gehörenden Kammern Middle Temple und Inner Temple, die zwischen Themse und Fleet Street liegen, am schnellsten durch die U-Bahn-Station Temple. Sie liegen in der City of London, haben aber einen eigenen juristischen Status als Enklaven.